# 莫哈山
莫哈山，马来西亚政治人物，曾经于2008年至2018年担任玻璃市州立法议会玻璃市港口国阵巫统议员。